# آرنو گلوکاور
آرنو گلوکاور (به انگلیسی: Arno Glockauer) ژیمناست زادهٔ ۳۱ ژوئیهٔ ۱۸۸۸ میلادی اهل کشور آلمان است.